# Shenandoah (pel·lícula)
Shenandoah és una pel·lícula estatunidenca dirigida per Andrew V. McLaglen i estrenada l'any 1965.	

## Argument
Guerra de Secessió (1861-1865). Charlie Anderson, vidu i pare de família nombrosa, té una granja a Virgínia. Per ser contrari a l'esclavitud, està fermament decidit a mantenir-se al marge de la guerra civil, malgrat les pressions que suporta, fins i tot per part d'alguns dels seus fills.
 

## Repartiment
- James Stewart: Charlie Anderson
- Doug McClure: Sam
- Glenn Corbett: Jacob Anderson
- Patrick Wayne: James Anderson
- Rosemary Forsyth: Jennie Anderson
- Phillip Alford: Boy Anderson
- Katharine Ross: Ann Anderson
- Jim McMullan: John Anderson
- Tim McIntire: Henry Anderson
- Eugene Jackson: Gabriel
- Paul Fix: doctor Tom Witherspoon
- Denver Pyle: pastor Bjoerling
- George Kennedy: coronel Fairchild
- James Best: Carter (soldat rebel)
- Tom Simcox: tinent Johnson
- Berkeley Harris: capità Richards
- Harry Carey Jr.: Jenkins (soldat rebel)
- Kevin Hagen: Mule (desertor rebel)
- Dabbs Greer: Abernathy
- Strother Martin: conductor del tren
- Kelly Thordsen: agent Carroll

Actors no acreditats
- Edward Faulkner: un sergent de l'Union
- Gregg Palmer: un guarda

## Premis i nominacions

### Nominacions
- 1966: Oscar al millor so per Waldon O. Watson
- 1966: Globus d'Or a la millor nova promesa femenina per Rosemary Forsyth